# Остров (Собранце)
Остров (слч. Ostrov) насељено је мјесто са административним статусом сеоске општине (слч. obec) у округу Собранце, у Кошичком крају, Словачка Република.

## Становништво
| Година:    | 1994. | 2004.   | 2014.   | 2024.   |
| ---------- | ----- | ------- | ------- | ------- |
| Број људи: | 287   | 275     | 295     | 306     |
| Разлика:   |       | -4,18 % | +7,27 % | +3,72 % |

| Година:    | 2023. | 2024.   |
| ---------- | ----- | ------- |
| Број људи: | 312   | 306     |
| Разлика:   |       | -1,92 % |

Према подацима о броју становника из 2011. године насеље је имало 292 становника.